# Żahliwka
Żahliwka (ukr. Жаглівка, pol. hist. Żaglówka) – wieś na Ukrainie, w obwodzie chmielnickim, w rejonie gródeckim.

## Dwór
- piętrowy dwór, kryty dachem czterospadowym, wybudowany około 1850 r. w stylu późnoklasycystycznym przez Aleksandra Krokowskiego[1]. Od frontu kolumny, obok park. Całkowicie zniszczony w 1917 r.[2]